# Auto-auto
auto-auto är ett synth/electro-band från Göteborg, bildat 2004 av Erik Frankel, Johan Hellqvist och Philip Linné. Bandet var det första i Sverige att släppa musik under den svenska översättningen av Creative Commons-licensen. Bandet är idag byggt runt konstellationen Erik Frankel, Johan Hellqvist och Elliott Berlin (Maskinoperatör, ex Synthetical).
Förutom musik jobbar bandet även med ett brett spektrum av konst, formgivning och video.

## Karriär
Debutalbumet Sounds of a New Generator placerade bandet i genren synthpop. 2005 släpptes även -spårs EP:n Totem under licensen Creative Commons, mer specifikt CC BY-NC-SA, tillsammans med ett remix-kit.
Baserat på Totem startade bandet två remixtävlingar – en tillsammans med Musikermagasinet och en tillsammans med Acidplanet.com. Vinnarna i Musikermagasinets tävling släpptes sedan 2006 på EP:n Totem Remixed, också den under Creative Commons-licens.
Samma år lanserades en USA-version av debutalbumet med 6 extra spår. Bandet var nominerad i klassen Bästa nykomling på SAMA.
Sedan 2008 är bandet kontrakterat till Tysklands största synth/electrolabel, Out Of Line. Hösten 2008 släppte bandet sin andra fullängdare, Celeste. Skivan är producerad av John Fryer som bland annat arbetat med Depeche Mode och Nine Inch Nails.

## Diskografi

### Album
- Sounds of a New Generator (2005). Substream, SUB9995
- Sounds of a New Generator, US-Edition (2006). DSBP, DSBP #1077
- Celeste (2008). Out Of Line Music, OUT 315
- Dancing Through Dark Times (2011). Out Of Line Music, OUT 513

### Singlar
- Dog (2005). Substream
- Backstabber (2007). Substream
- Harmageddon (2007). Substream

### EP
- Totem (2005). Substream, SUB9993
- Totem Remixed (2006). Substream
- THE SKIES ARE YOUR HUNTING GROUND (2013). Out Of Line Music

### Samlingsskivor
- Awake The Machines vol 6 (2008). Out Of Line Music, OUT 295
- Electrostorm (2009). Out Of Line Music, OUT 353
- Amphi Festival 2009 (2009). Out Of Line Music, OUT 366
- Awake The Machines vol 7 (2011). Out Of Line Music, OUT 498, 499, 500

### Remixer
- Implant - Fading Away (Remix by Auto-Auto) (2006). Alfa Matrix, AM-1082EPCD
- davaNtage - Texas Dealer (Auto-Auto Remix) (2007). Rupal Records, RR 010, nx059
- Sara Noxx - If you (Auto-Auto Remix/duet) (2008). Prussia Records
- Client - Petrol (Auto-auto remix) (2009). Out Of Line
- Marsheaux - Breakthrough (Auto-auto remix) (2009). Out Of Line